# Cesare De Laugier
Cesare De Laugier (né à Portoferraio le 15 octobre 1789 et mort à Fiesole le 25 mai 1871) est un militaire italien.

## Biographie
Cesare De Laugier nait à Portoferraio, Livourne, dans une famille noble venue de Nancy. Son grand-père a été majordome de François Ier du Saint-Empire, son père choisit la carrière militaire et prend part à la guerre de Sept Ans. Il épouse, à Portoferraio, Francesca Coppi avec qui il a trois enfants. 
Cesare devient officier de l'armée napoléonienne et participe à la campagne d'Espagne et de Russie. Il entre au service de Murat et obtient le grade de général dans l'armée du Grand-duché de Toscane. En 1848, il commande un petit contingent afin de défendre Venise qui vient de se constituer en République de Saint-Marc. Le 29 mai 1848 avec seulement 6 000 hommes, pour la plupart des étudiants volontaires de l'Université de Pise, à Curtatone et Montanara, en périphérie de Mantoue, il fait face aux 32 000 soldats du feld-maréchal Joseph Radetzky qui tente de prendre à revers les Piémontais engagés dans le siège de Peschiera. De Laugier résiste mais doit se replier quand il apprend que  24 000 autres Autrichiens, stationnés à Mantoue, se préparent à intervenir. Cette opération défensive contribue à la victoire de Charles-Albert de Savoie à Goito, quelques jours  plus tard.
L'année suivante, De Laugier, alors ministre de la guerre, rencontre Radetzky, au cours d'une visite officielle, qui le complimente en lui disant, évoquant Curtatone : « vous m'avez tenu tête pendant sept heures alors que vous n'étiez qu'une poignée d'homme ! et penser que vous avez réussit à me faire croire que j'avais, devant moi, la meilleure armée piémontaise »

## Sources
- (it) Cet article est partiellement ou en totalité issu de l’article de Wikipédia en italien intitulé « Cesare De Laugier de Bellecour » (voir la liste des auteurs).

1. ↑  Dizionario biografico degli italiani